# Tatara híd
A Tatara híd (japánul 多々羅大橋) a Nisi-Szeto gyorsforgalmi út részeként két kisebb szigetet köt össze a Szeto-beltengeren. 1999-ben történt átadásakor 890 méteres középső nyílásával a világ legnagyobb támaszközű ferdekábeles hídja volt, ezt a címet 2008-ig birtokolta, 2012-től azonban már csak az ötödik ebben a rangsorban. Teljes hossza 1480 méter.
Az 1990-es évek végére a Honsú–Sikoku-projekt keretében összesen három helyen létesült közúti kapcsolat Japán két főszigete, Honsú és Sikoku között, melyek egyikének része ez a 2×2 sávos közúti híd.

## Tartószerkezet
Az 1973-ban elkészült eredeti tervek szerint függőhíd épült volna a helyén, de 1989-ben – a támaszköz változatlanul hagyása mellett – új terveket készítettek. Az áttervezés oka, hogy így a kábeleket nem kellett a hídfőknél lehorgonyozni, ami jelentősen csökkentette a híd környezetét terhelő földmunka mennyiségét, valamint az időközben végbement technológiai fejlődés eredményeként az új típusú szerkezet megépítése pénzügyileg is kedvezőbb megoldást jelentett.
A helyi adottságok miatt a tervezésnél számításba vett legnagyobb szélsebesség 229 km/h volt, és a szerkezet képes ellenállni egy a Richter-skála szerinti 8,5-es erősségű földrengésnek is. Az acél szekrénytartós pályaszerkezet terheit az összesen 168 tartókábel a fordított Y alakú acélpilonokra továbbítja, melyek függőleges teherként átadják azt az alapozásra, illetve az altalajra. A kábelek átmérője 10,8 cm és 17,0 cm között változik, anyaguk nagyszilárdságú acél, különleges polietilén bevonattal.

## Építése
Az alapozási munkákat követően a két, 220 méter magas acélpilon felépítése következett, melyeket átlagosan 12 méter magas és 127 tonna súlyú előregyártott elemekből állítottak össze. Az elemeket speciális toronydaruk segítségével emelték a helyükre, majd helyszíni hegesztéssel rögzítették őket egymáshoz. A pályaszerkezetet a pilonoktól két irányba haladva, konzolos szabadszereléssel építették. Az egyenként 20 méter hosszú elemeket részben a már meglévő szerkezetre telepített darukkal, részben úszódarukkal emelték a helyükre.
A munkálatok során 27 200 t acélt használtak fel, a teljes építési költség 605,8 millió dollárt tett ki. A hidat hivatalosan 1999. május 1-jén adták át a forgalomnak.